# Atherigona obudua
Atherigona obudua är en tvåvingeart som beskrevs av Dike 1987. Atherigona obudua ingår i släktet Atherigona och familjen husflugor.
Artens utbredningsområde är Nigeria. Inga underarter finns listade i Catalogue of Life.